# フェズ駅

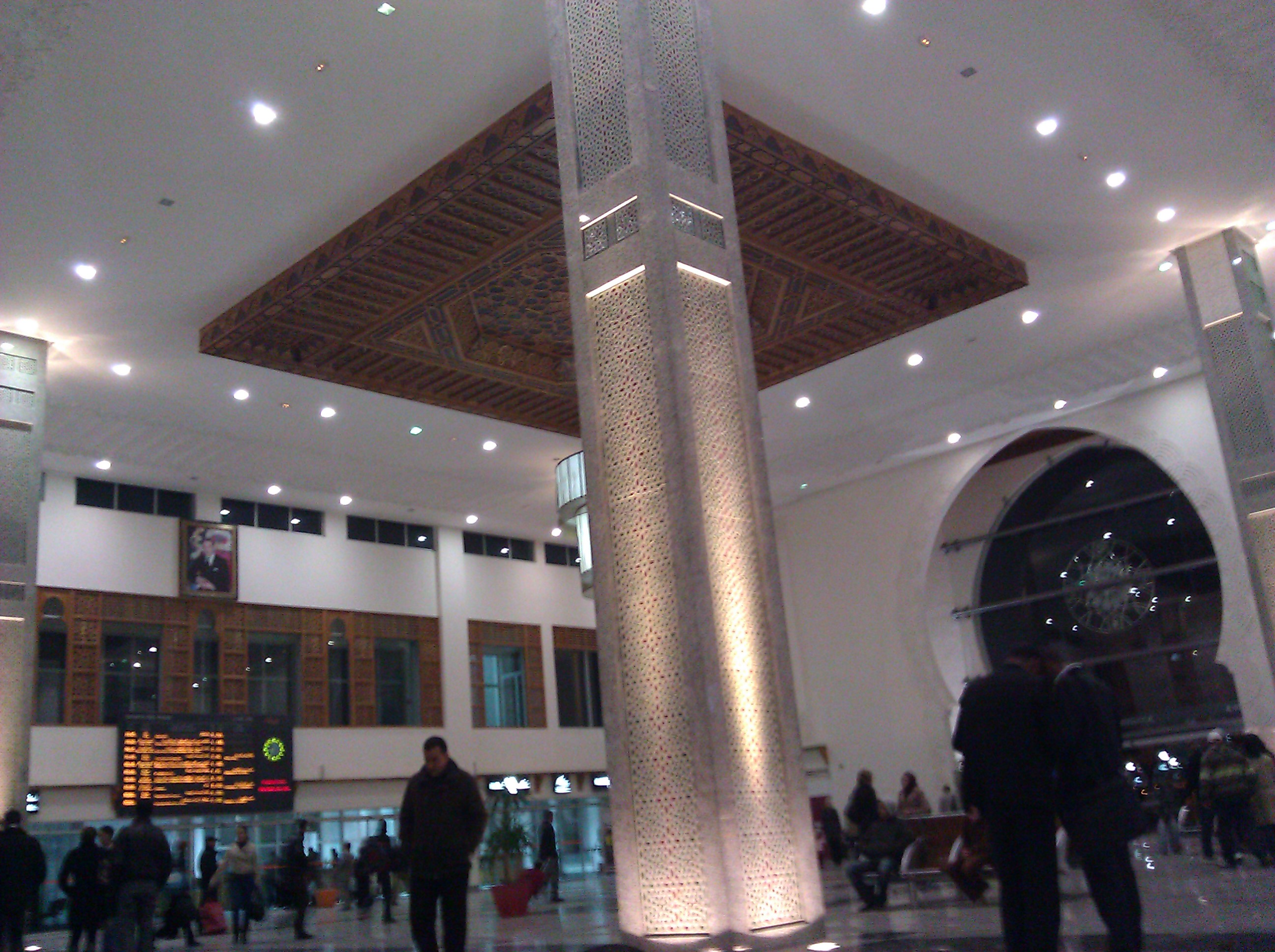
駅構内

フェズ駅 (アラビア語: محطة القطار فاس المدينة、フランス語: Gare de Fès-Ville) はモロッコのフェズにある鉄道駅。地方路線も発着するが、長距離列車が主となっている。

## 路線

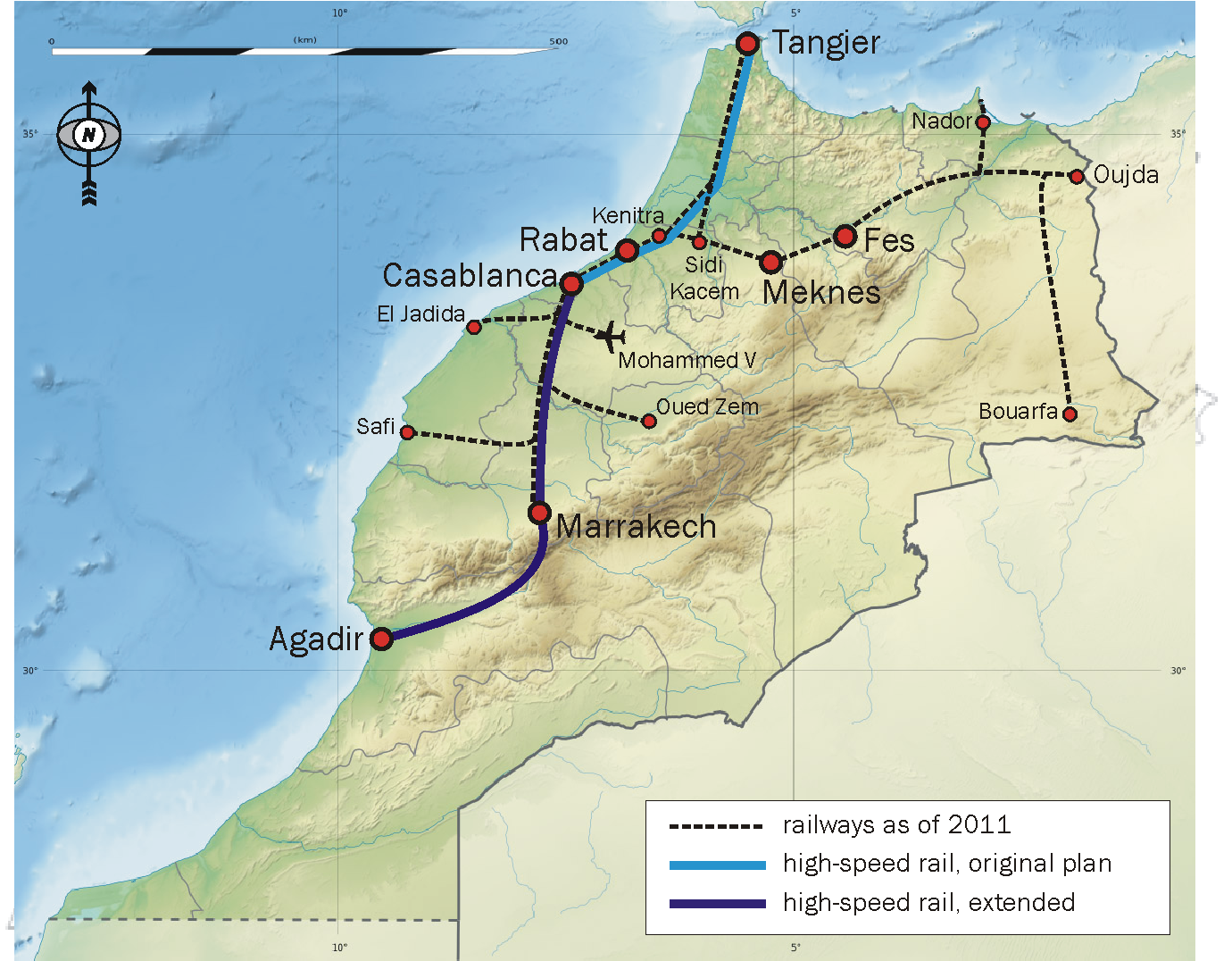
主要路線

フェズは北モロッコを東西に結ぶ幹線上にあり、東側にあるウジダやナドール、北側にあるタンジェには直接、またメクネスを経由するとラバト、カサブランカ、マラケシュに行くことができる。

## 電化
モロッコの主要路線の一部は電化されている。東西方向の幹線上に位置するフェズは、電化区間の端にある。タウリルト、ウジダ、ナドールへ向かう鉄道はディーゼル車である。一方、フェズ・タンジェ間の路線は電化されている。

## 便
ナドールやウジダからは毎日4便のフェズ行きの列車が出ている。ウジダ行きの列車のうち1本は寝台列車であり、このチケットを買うと終夜利用することができる。フェズからナドールまでの所要時間はおよそ6時間、ウジダまではおよそ5.5時間である。
フェズからメクネスを経由してラバトやカサブランカに至る区間は最も電車が多く走る区間であり、1日18本ある。このうち8本はカサブランカからさらにマラケシュまで走る。マラケシュ駅までの所要時間は8.5時間。

## 近代化
モロッコ国鉄 (ONCF) が鉄道を運営しており、路線の近代化に大きな労力を費やしている。マラケシュやフェズの駅は再建され、タウリルト・ナドール間の支線が2006年から2009年にかけて建設された。さらに、メクネス周辺では鉄道をバイパス化する工事も行われている。
タンジェ・カサブランカ間の高速鉄道（タンジェ＝カサブランカ高速鉄道）も建設されているが、フェズには至らない。